# Atiença
Atiença é um município da Espanha na província de Guadalajara, comunidade autónoma de Castela-Mancha, de área 104 km² com população de 437 habitantes (2006) e densidade populacional de 4,2 hab./km².

## Demografia
| Variação demográfica do município entre 1991 e 2004 | Variação demográfica do município entre 1991 e 2004 | Variação demográfica do município entre 1991 e 2004 | Variação demográfica do município entre 1991 e 2004 |
| --------------------------------------------------- | --------------------------------------------------- | --------------------------------------------------- | --------------------------------------------------- |
| 1991                                                | 1996                                                | 2001                                                | 2004                                                |
| 497                                                 | 494                                                 | 474                                                 | 435                                                 |